# 성룡의 아시수
《성룡의 아시수》(我是谁,Who Am I)는 2015년 공개된 중국의 액션 코미디 영화이다.

## 출연
- 야오싱퉁 - 통신 역
- 왕해상 - 리즈웨이 역
- 장란신
- 우영광
- 노혜광